# August Strindberg
Johan August Strindberg (Estocolmo, 22 de enero de 1849-Estocolmo, 14 de mayo de 1912) fue un escritor y dramaturgo sueco. Considerado como uno de los escritores más importantes de Suecia y reconocido en el mundo principalmente por sus obras de teatro, se le considera el renovador del teatro sueco y precursor o antecedente del teatro de la crueldad y teatro del absurdo. Su carrera literaria comenzó a los veinte años de edad y su extensa y polifacética producción ha sido recogida en más de setenta volúmenes que incluyen todos los géneros literarios. Se interesó por la fotografía y la pintura, y en una etapa de su vida le obsesionó la alquimia. De personalidad esquizofrénica, durante la mayor parte de su vida se sintió acosado y perseguido. Esta peculiaridad dotó a su obra de una especial fuerza y dramatismo.
Strindberg se casó tres veces —con Siri von Essen, Frida Uhl y Harriet Bosse—. Tuvo hijos con todas ellas y las tres fueron experiencias matrimoniales desastrosas. Protagonizó fuertes polémicas éticas y políticas. A su muerte, fue reconocido como una persona notable en Suecia, y asistieron más de 50 000 personas a su entierro.

## Biografía
Hijo de Carl Oscar Strindberg, comerciante, y de Ulrika Eleanora Norling, quien, antes de casarse, había sido trabajadora doméstica y amante de su padre. Su infancia transcurrió en un entorno familiar desgraciado. La relación de sus padres, una relación de amo-criada, el autoritarismo de él y la extrema religiosidad de ella marcarían su formación. Se educó en un colegio destinado a la élite, sintiéndose desplazado en su ambiente aristocrático. Todo ello hará que en sus autobiografías describa su infancia con tintes dramáticos y desgraciada (en sus relatos titulados El hijo de la sierva).
En 1867 terminó los estudios de bachillerato e ingresó en la Universidad de Upsala. Su padre quebró y las dificultades económicas lo obligaron a compaginar los estudios con varios trabajos, como maestro de enseñanza primaria y dando clases particulares. Comenzó los estudios de medicina y más tarde los de letras, sin lograr terminarlos. Asistió a la Real Escuela de Arte Dramático de Estocolmo, donde cosechó un nuevo fracaso, al no pasar de una mala interpretación de varios papeles secundarios.
Conoció varios empleos, trabajó como periodista de varias publicaciones y a las estrecheces económicas unió una vida en la bohemia literaria de su país. A los veinte años de edad, en 1870, alcanzó el éxito: el Teatro Dramático de Estocolmo estrenó su obra A Roma, y el rey le concedió una beca para que continuase sus estudios. Comenzó a ser conocido por sus trabajos como periodista.
En 1875, a los veintiséis años, accedió como ayudante de bibliotecario a la Biblioteca Nacional de Estocolmo (donde «se ha ido estratificando las etapas de la estupidez humana, o de la genialidad». Autodefensa), con varias obras de teatro en el cajón, sin poder estrenarlas. Este cargo lo consideraba un fracaso en el que «para poder avanzar en la carrera de bibliotecario y obtener un puesto, debería haber enterrado a seis colegas, todos con buena salud» (Autodefensa).
En este tiempo intimó con la pareja Wrangel. Él, barón y militar; ella, la que será su primera mujer, Siri von Essen, con inquietudes teatrales, pertenecía a una familia noble finlandesa. Strindberg y Siri iniciaron una relación platónica y en 1877, tras el divorcio de la pareja Wrangel, se casaron.
En 1879, con la publicación de su novela El cuarto rojo, se consagró como escritor y se le adscribió al movimiento de renovación sueco. En 1882 estrenó su drama Maestro Olof. Los problemas económicos y la imposible carrera teatral de Siri facilitaron las primeras desavenencias en la pareja.

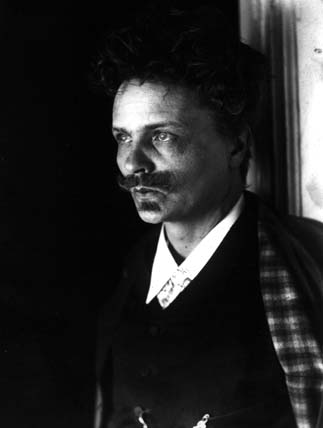
Fotografía de Strindberg, tomada por él mismo.

En 1882 provocó su primera gran polémica. Realizó diversos trabajos históricos y también publicó su novela satírica El nuevo reino. Atacó a un reconocido historiador sueco y al estamento político. La reacción que provocó lo obligaron a abandonar Suecia. En 1883 inició, junto a Siri, un exilio voluntario de seis años. Sin que los abandonaran las penurias económicas, recorrieron Francia, Suiza, Alemania e Italia.
En 1884 se publicó Casados, un duro ataque a las relaciones matrimoniales burguesas. Esto le valió el repudio general de la burguesía y un proceso amparado por la Ley de Imprenta. Ganó el proceso y en el transcurso del mismo, en una de las representaciones de su obra El viaje de Pedro el afortunado, recibió el respaldo de las clases populares. El acoso al que se vio sometido durante el proceso alimentó la paranoia que siempre lo acompañaría. Se sentía acosado y perseguido, principalmente por el movimiento feminista. Publicó una segunda parte de Casados, y si la primera parte la comienza con una acertada defensa de los derechos de las mujeres, la segunda parte se convierte en un panfleto antifeminista. También estaba viviendo una tormentosa relación con Siri de amor y odio, en la que la acusaba de traicionarlo y de serle infiel. Siri dudaba de la salud mental de su marido y él la acusaba de hacerle pasar por loco para encubrir una relación lésbica (en Autodefensa describe en tono escabroso su relación con Siri hasta la ruptura). Desde este momento, en sus textos se translucirá un sentimiento misógino. Cuando su popularidad estaba más baja escribió y publicó Gentes de Hemsö, uno de los textos más aplaudidos por el pueblo sueco, escrito desde el exilio y ambientado en el archipiélago de Estocolmo.
En 1888 escribió tres de sus dramas más conocidos: El padre, La señorita Julia y Acreedores, y una de sus mejores novelas: El romántico campanero de Ranö. A finales de 1888 fracasó en los intentos de abrir su propio teatro al modo de André Antoine en París, el Teatro Experimental en Copenhague (Dinamarca).
En 1891 regresó a Suecia y se divorció de Siri. Tras una breve estancia en Suecia inició un nuevo exilio voluntario, esta vez en Berlín, donde vivió en la bohemia un periodo improductivo de varios años. Conoció a la periodista austriaca Frida Uhl, con la que se casó en 1893 para vivir su matrimonio más breve, ya que, aunque no se divorciaron legalmente hasta 1897, la pareja se separó pasado un año de la boda (su obra autobiográfica Inferno comienza en el día que Frida Uhl lo abandona definitivamente).
A finales de 1894 llegó a París, donde vivió su peor crisis. Él la llamó la «crisis del infierno». Los fracasos matrimoniales, su siempre presente manía persecutoria, una etapa de soledad y penuria económica contribuyeron a que se refugiase en la bebida, las drogas y los estimulantes. Cuando en 1896 le llegó el éxito con el estreno de El padre y La señorita Julia (estrenada por Antoine en su teatro) su obsesión era el ocultismo y la alquimia. En este tiempo mantenía correspondencia con Nietzsche. Su manía persecutoria lo llevó a denunciar que en el hotel donde se hospedaba habían intentado envenenarlo y a emprender una huida de hotel en hotel, siempre pensando que organizaciones y personas estaban interesados y procuraban su muerte. Vivió una etapa de misticismo que también lo acercó al catolicismo.
En 1899, ya superada la crisis, se instaló definitivamente en Estocolmo y plasmó esta crisis en la novela Inferno y en la obra de teatro Camino a Damasco. Fue en los ensayos de esta última obra donde conoció a la joven actriz de veintitrés años Harriet Bosse, su tercera esposa, con la que vivirá otra tormentosa relación matrimonial, esta vez de seis años.
En esta etapa de su vida desarrolló una gran actividad creadora, siempre presidida por el éxito. Escribió teatro, novela, ensayo, artículos periodísticos, abarcando todos los géneros literarios. También, por fin, cumplió su deseo de abrir su propio teatro, Intima Teatern. De esta época son sus obras La danza de la muerte, Los sueños y La sonata de los espectros, entre las más de veinte que escribió en esos últimos años de su vida. En 1910 desencadenó su última gran polémica con la publicación de un artículo en el que atacaba vehementemente al rey Carlos XII.
El 14 de mayo de 1912 murió, enfermo de cáncer. Las clases populares se dieron cita en su entierro, más de 50.000 personas acompañaron a la comitiva. Hoy, Estocolmo cuenta con un museo dedicado a Strindberg donde se recoge su producción literaria, pictórica y fotográfica.
Nils Strindberg, un hijo de su primo Johan Oscar Strindberg (1843-1905), falleció en la fallida expedición ártica en globo de S. A. Andrée (1897).

## Obra literaria
Strindberg cuenta con una extensa producción en todos los géneros literarios, pero su reconocimiento internacional lo alcanza, especialmente, con sus obras de teatro. Su obra atraviesa fundamentalmente por dos etapas, una primera naturalista hasta 1900 y otra expresionista hasta su muerte. 
En la primera etapa, renueva el teatro sueco con obras inspiradas en la estética del naturalismo: El padre, Acreedores y principalmente La señorita Julia. Quebranta la tradición romántica del teatro sueco. A propósito de los diálogos de La señorita Julia, escribirá en su prólogo:

He roto con la tradición de presentar a los personajes como catequistas que con preguntas estúpidas provocan la réplica brillante. [...] Para ello he hecho que las mentes trabajen de un modo irregular, tal y como ocurre en la realidad, donde en una conversación nunca se agota el tema, donde un cerebro trabaja como una rueda dentada en la que el otro se engrana a la buena de Dios. Por eso el diálogo anda sin rumbo. He proveído en las primeras escenas de abundante material que en el desarrollo se elabora, se trabaja, se repite, se amplía lo mismo que el tema de una composición musical.

En estos tres dramas están presentes los temas que caracterizan su obra: lo que él llamaría la «lucha de cerebros», donde la violencia conduce al «crimen psicológico»; la lucha de sexos; la lucha entre lo viejo y lo nuevo, y su misoginia.
La violencia en sus obras es de tipo psicológico. Dos mentes enfrentadas, una dispuesta a destruir a la otra, dispuesta a perpetrar un crimen del que nunca podrán culparle. Y si en Acreedores es la mente más fuerte la que acaba con la más débil, no siempre tiene por qué ser así; en El padre es la más débil, «el minutero de cocina» de la esposa el que destruye «el cronómetro», la mente superior del marido. Esto es así porque ella con su debilidad actúa con malas artes y engaños. Él mismo, a propósito de su primer matrimonio, se siente un cerebro superior, en cierto modo, destruido por el inferior cerebro de Siri, ayudada por «el culto a la mujer, reducto supersticioso de los librepensadores» (Autodefensa).

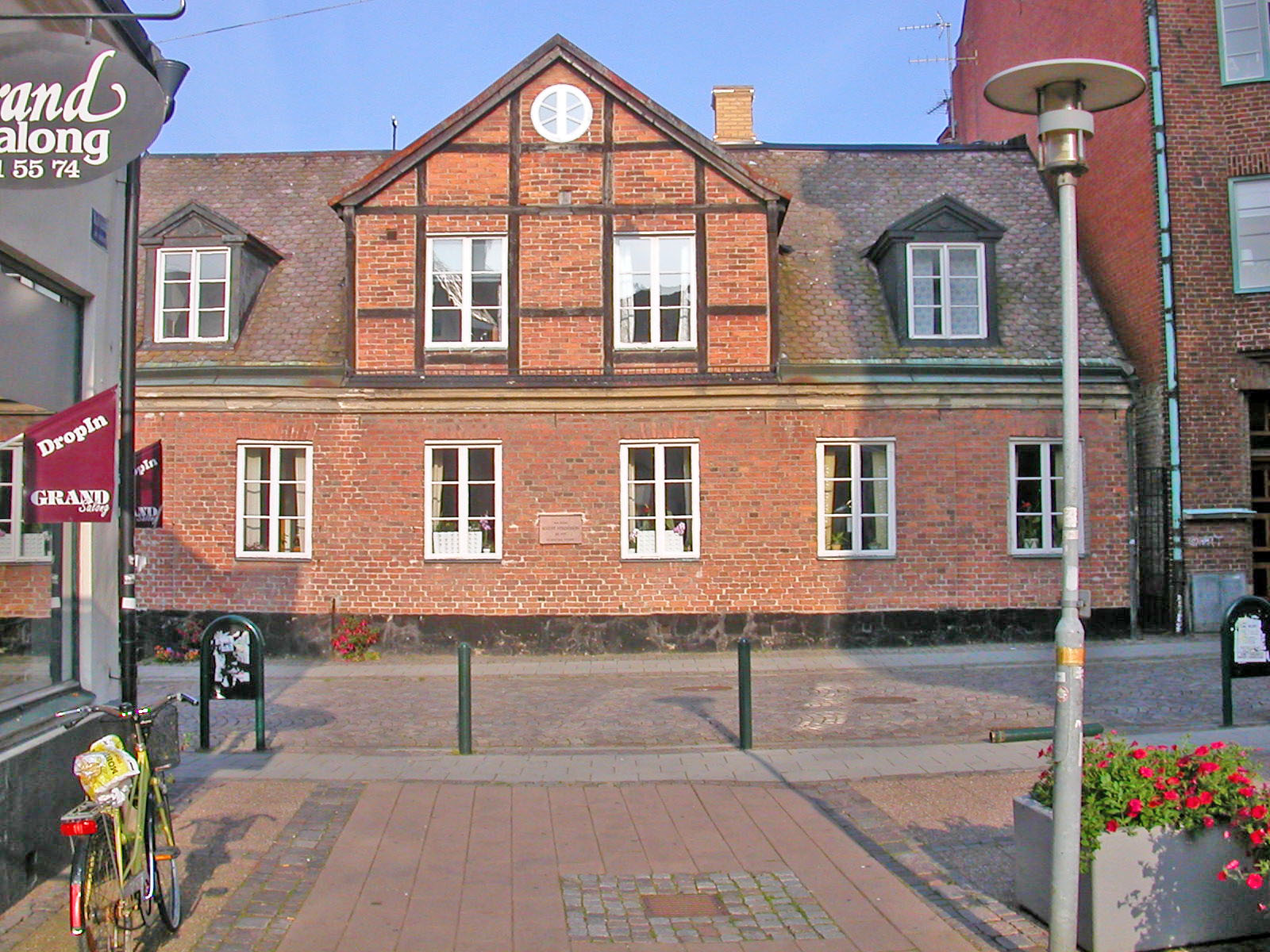
Vivienda de Strindberg en Lund, en la calle Gröne.

La guerra de sexos y los ataques a la institución del matrimonio, tema recurrente en su obra, está igualmente influenciada por sus desastrosas experiencias matrimoniales. También en Autodefensa podemos leer: «Aunque un marido viviera más de cien años nunca podría saber nada de la verdadera existencia de su mujer. Podrá conocer el mundo, el universo, pero nunca a esa persona que convive con él».
La señorita Julia toca otro de los grandes temas de Strindberg: las tensiones entre lo viejo y lo nuevo. Una cultura y una sociedad caduca, las clases altas, frente a los intentos de renovación de las clases populares que, aun con sus contradicciones, abandonan sus viejos papeles de sumisión.
En 1888 escribe varias obras en un acto destinadas a su proyecto de Teatro Experimental, teatro que intentó abrir en Copenhague. Una de ellas, La más fuerte, es considerada como uno de los mejores monólogos de la historia del teatro (aunque en realidad son dos personajes, dos mujeres, una no tiene diálogo).
En una segunda época, cuyo inicio coincide con el del siglo XX, Strindberg se adentra en el simbolismo y el expresionismo, abandona las unidades clásicas del realismo (acción, tiempo y espacio) y escribe un teatro más complejo, antecedente de las tendencias y vanguardias que dominarán el teatro del siglo XX. De esta época son sus obras: La danza de la muerte, El sueño y La sonata de los espectros.
La obra de Strindberg es la combinación de su crispación interior y un mundo exterior también convulso por los cambios que en él se están produciendo. En su narrativa podemos encontrar desde El cuarto rojo, una exacerbada crítica a las instituciones de su época, a Inferno, una dramática descripción de la profunda crisis que atravesó.

## Otros intereses
Strindberg fue también telegrafista, pintor, fotógrafo y alquimista. La pintura y la fotografía ofrecieron ejemplos de su creencia en que la oportunidad tenía un papel crucial en el proceso creativo. Los cuadros de Strindberg eran únicos en su época, e iban más allá de los de sus contemporáneos por su radical falta de adscripción a la realidad visual. Los 117 cuadros que se aceptan como suyos se pintaron en su mayoría en muy pocos años, y actualmente se consideran entre las obras más originales del arte del siglo XIX. Aunque Strindberg fue amigo de Edvard Munch y Paul Gauguin, y por lo tanto estaba familiarizado con las tendencias modernas, la expresividad espontánea y subjetiva de sus paisajes y marinas puede adscribirse también al hecho de que pintaba sólo en períodos de crisis personal.

## Obras
| - El librepensador (Fritänkaren, teatro, 1870) - En Roma (I Rom, teatro, 1870) - Maestro Olof (Mäster Olof, drama histórico, 1872) - La habitación roja (Röda rummet, novela, 1879) - El nuevo reino (Det nya riket, novela, 1882) - Viaje de Pedro el afortunado (Lycko-Pers resa, drama, 1883) - Pequeño catecismo para la clase baja (Lilla katekes för underklassen, 1884-85) - Casados I y II (Giftas I–II, narraciones cortas, 1882-1891) - Utopías en la realidad (Utopier i verkligheten, narraciones cortas, 1885) - El hijo de la sierva (Tjänstekvinnans son, novela autobiográfica, 1886-1909) - Gentes de Hemsö (Hemsöborna, novela, 1887) - Alegato de un loco (En dåres försvarsdal, novela autobiográfica, 1887-1895) | - El padre (Fadren, drama, 1887) - La señorita Julia (Fröken Julie, drama, 1888) - La más fuerte (Den starkare, pieza, 1888) - Acreedores (Fordringsägare, drama, 1888-1889) - El paria (Paria, drama, 1889) - El romántico campanero de Ranö (Den Romantiske Klockaren På Rånö, novela, 1889) - A orillas del ancho mar (I Havsbandet, novela, 1890) - Inferno (Inferno, autobiografía, 1898) - Camino a Damasco (Till Damaskus, trilogía dramática, 1898-1904) - La saga de los Folkunga (Folkungasagan, drama, 1899) - Erik XIV (Erik IV, drama, 1899) - La danza de la muerte (Dödsdansen, drama, 1900) | - Carlos XII (Carl XII, drama histórico, 1901) - Cristina (Kristina, drama histórico, 1901) - El sueño (Ett drömspel, drama, 1901) - Gustavo III (Gustaf III, drama histórico, 1902) - Solo (Ensam, novela autobiográfica, 1903) - Banderas negras (Svarta fanor, novela, 1907) - El banquete techado (Taklagsöl, novela, 1907) - El chivo expiatorio (Syndabocken, novela, 1907) - La tormenta (Oväder, drama, 1907) - La casa incendiada (Brända tomten, drama, 1907) - La sonata de los espectros (Spöksonaten, drama, 1907) - El pelícano (Pelikanen, drama, 1907) - La carretera (Stora landsvägen, drama, 1909) |

## Traducciones
- Casarse. Historias de matrimonios, Nórdica, 2013, ISBN 978-84-15717-46-1
- Cuentos, Nórdica, 2012, ISBN 978-84-92683-85-7
- El salón rojo, Acantilado, 2012, ISBN 978-84-15-27752-1
- La señorita Julia, Alianza, 2010, ISBN 978-84-206-3598-9
- Banderas negras, Funambulista, 2010, ISBN 978-84-96601-87-1
- Teatro de cámara: La tormenta; La casa incendiada; La sonata de los espectros; El pelícano, Alianza, 2009, ISBN 978-84-206-4381-6
- Pequeño catecismo de la clase baja y otros escritos, Capitán Swing, 2009, ISBN 978-84-613-5392-7
- Alegato de un loco, El Olivo Azul, 2008, ISBN 978-84-936637-0-4
- Teatro escogido , Alianza, 2008, ISBN 978-84-206-3295-7
- La señorita Julie, Cátedra, 2008, ISBN 978-84-376-2439-6
- El hijo de la sierva, Intervención Cultural, 2007, ISBN 978-84-96831-18-6
- Comedia onírica; La noche de las tríbadas, Nórdica, 2007, ISBN 978-84-934854-6
- A orillas del mar libre, El Cobre, 2005, ISBN 978-84-96095-75-5
- Poesías completas, La Poesía, Señor Hidalgo, 2004, ISBN 978-84-95976-22-2
- Solo, El Cobre, 2003, ISBN 978-84-96095-05-2
- El pelícano, Baile del Sol, 2003, ISBN 978-84-95309-95-2
- Inferno, Acantilado, 2002, ISBN 978-84-95359-77-3
- Solo, Mármara, 2015, ISBN 978-84-943913-4-7
- Autodefensa, Editorial Bruguera, 1972, Depósito legal: B. 33.258-1972.